# Associação Desportiva Iguatu
Associação Desportiva Iguatu é um clube brasileiro de futebol da cidade de Iguatu, no estado do Ceará. Fundado no dia 11 de março de 2010, suas cores são azul e branco.
Atualmente o Iguatu disputa a primeira divisão do Campeonato Cearense e Campeonato Brasileiro de Futebol - Série D.
Realiza seus jogos no Estádio Antônio Moreno de Mello, o "Morenão", que tem capacidade para 3.600 pessoas.
Seu primeiro presidente foi Ednaldo de Lavor Couras, ex-prefeito municipal da cidade de Iguatu e considerado um dos maiores apoiadores.

## História
Fundado em 2010 e contando com o apoio da Prefeitura Municipal, o clube pretendia se inscrever para a Terceira Divisão Cearense no mesmo ano, mas declinou pouco depois.
Disputava torneios amadores até março de 2012, quando confirmou sua participação na Terceira Divisão. Foi campeão neste mesmo ano.
Em 2013, após uma boa atuação na Segunda Divisão Cearense, terminou o campeonato na 4ª colocação.
No ano seguinte, no ano de 2014, após o time ter vários problemas internos, teve um péssimo desempenho e foi rebaixando para a Terceira Divisão Cearense e terminou apenas em 6º na Copa Fares Lopes.
Em 2015, com uma campanha modesta, terminou em 4º na Copa Fares Lopes e em 3º na Terceira Divisão Cearense, porém não confirmou vaga para 2ª Divisão do próximo ano.
Em 2017, o Iguatu foi consagrado campeão da Série B do Campeonato Cearense, após derrotar o Floresta por 1 a 0, jogando no estádio Morenão.
E em 2021, o Iguatu se classifica para a primeira divisão do cearense, mesmo perdendo a final por 3x1.
Em 2022, a Associação Desportiva Iguatu consegue uma vaga para o Brasileirão Série D 2023. No mesmo ano, o Iguatu elimina o Ceará e vai as semifinais do Campeonato Cearense pela primeira vez na sua história. E ainda conquista vaga na Copa do Brasil de 2023 ficando com a vaga que seria do Pacajus, após definição da CBF.
Em 2023, na Copa do Brasil, eliminou o América-RN na primeira fase jogando em casa e caiu para o Santos FC na segunda fase, por 3 a 0, jogando na Vila Belmiro.
Em 2024 o clube terminou o campeonato Cearense em 6° lugar. Na pré-Copa do Nordeste foi eliminado pelo ABC nas penalidades, pelo placar de 4 a 2. No Campeonato Brasileiro da Série D conseguiu chegar até às quartas-de-finais, onde foi eliminado pelo Anápolis também nas penalidades por 5 a 4, jogando no Estádio Morenão.

## Títulos
| Estaduais | Estaduais                     | Estaduais | Estaduais  |
|           | Competição                    | Títulos   | Temporadas |
| --------- | ----------------------------- | --------- | ---------- |
|           | Taça Fares Lopes              | 1         | 2023       |
|           | Campeonato Cearense - Série B | 1         | 2017       |
|           | Campeonato Cearense - Série C | 1         | 2012       |
|           | Taça Padre Cícero             | 2         | 2018, 2023 |

### Campanhas de destaque
| Associação Desportiva Iguatu  | Associação Desportiva Iguatu | Associação Desportiva Iguatu | Associação Desportiva Iguatu | Associação Desportiva Iguatu |
| Torneio                       | Campeão                      | Vice-campeão                 | Terceiro                     | Quarto                       |
| ----------------------------- | ---------------------------- | ---------------------------- | ---------------------------- | ---------------------------- |
| Campeonato Cearense           | 0 (não possui)               | 0 (não possui)               | 1 (2023)                     | 0 (não possui)               |
| Campeonato Cearense - Série B | 1 (2017)                     | 1 (2021)                     | 0 (não possui)               | 1 (2013)                     |
| Campeonato Cearense - Série C | 1 (2012)                     | 0 (não possui)               | 1 (2015)                     | 0 (não possui)               |
| Copa Fares Lopes              | 1 (2023)                     | 0 (não possui)               | 0 (não possui)               | 3 (2015, 2017 e 2018)        |

## Elenco Atual
| Posição          | Jogador  |
| Goleiros         | Goleiros |
| ---------------- | -------- |
| Mauro Iguatu     | G        |
| Jean Felipe      | G        |
| Ítalo Daniel     | G        |
| Defensores       |          |
| Davy Dias        | Z        |
| Murilo           | Z        |
| Edgar Benítez    | Z        |
| Dênis Santana    | Z        |
| Wagner Vidal     | Z        |
| Richard Escobar  | LD       |
| Lalim            | LD       |
| Léo Carioca      | LE       |
| Marcos Antônio   | LE       |
| Meio-campistas   |          |
| Regino Sousa     | V        |
| Geovani          | V        |
| Thalisson Silva  | V        |
| Luan Silva       | V        |
| Mateuzinho       | M        |
| Cristiano Salib  | M        |
| Atacantes        |          |
| Tiaguinho        | P        |
| João Carlos      | P        |
| Robert           | P        |
| Mathias Verdún   | P        |
| Guilherme Farias | C        |
| Eduardo Júnior   | C        |

## Comissão Técnica
| Função                 | Nome            |
| ---------------------- | --------------- |
| Técnico                | Washington Luiz |
| Analista de desempenho | Arthur Trovão   |
| Preparador físico      | Wesley          |
| Fisioterapeuta         | Lucas Igor      |
| Preparador de goleiros | Júnior Gadelha  |
| Massagista             | Djalma Robson   |
| Auxiliar de massagista | Lucas Boca      |
| Roupeiro               | Yvamar Negão    |
| Auxiliar de roupeiro   | Diego Cavani    |

## Desempenho em Competições

### Participações
|  | Participações em 2025 |

| Competição | Competição          | Temporadas | Melhor campanha    | Estreia | Última | P | R |
| Ceará      | Campeonato Cearense | 6          | 3º colocado (2023) | 2018    | 2025   |   | 1 |
| Ceará      | Série B             | 6          | Campeão (2017)     | 2013    | 2021   | 2 | 1 |
| Ceará      | Série C             | 2          | Campeão (2012)     | 2012    | 2015   | 2 |   |
| Ceará      | Copa Fares Lopes    | 5          | Campeão (2023)     | 2014    | 2023   |   |   |
|            | Copa do Nordeste    | 1          | 2ª fase (2024)     | 2024    | 2024   |   |   |
| Brasil     | Série D             | 3          | 7º colocado (2024) | 2023    | 2025   | – |   |
| Brasil     | Copa do Brasil      | 2          | 2ª fase (2023)     | 2023    | 2024   |   |   |

### Campeonato Cearense - Série A
| Ano  | Posição        |
| ---- | -------------- |
| 2018 | 5º             |
| 2019 | 9º (Rebaixado) |
| 2022 | 4º             |
| 2023 | 3º             |
| 2024 | 6º             |
| 2025 | 8º             |

### Campeonato Cearense - Série B
| Ano  | Posição        |
| ---- | -------------- |
| 2013 | 4º (Semifinal) |
| 2014 | 5º (Rebaixado) |
| 2016 | 6º             |
| 2017 | 1º (campeão)   |
| 2020 | 5º             |
| 2021 | 2º             |

### Campeonato Cearense - Série C
| Ano  | Posição      |
| ---- | ------------ |
| 2012 | 1º (Campeão) |
| 2015 | 3º (2º Fase) |

### Copa Fares Lopes
| Ano  | Posição      |
| ---- | ------------ |
| 2014 | 6º           |
| 2015 | 4º           |
| 2017 | 4º           |
| 2018 | 4º           |
| 2023 | 1º (campeão) |